# Bracke & Crabbé
Bracke & Crabbé was een Vlaams politiek praatprogramma van Siegfried Bracke en Ben Crabbé, uitgezonden in de latere avond op TV1 en gemaakt door productiehuis deMENSEN.
Het programma wordt geacht de fait divers, de luchtigere aanpak in het politiek interview geïntroduceerd te hebben, met aandacht voor de menselijke of huiselijke kant van de politicus, korte ja-neen-vraagjes, presentaties van jonge, nieuwe politici in een soort populariteitswedstrijd met sms-berichten van kijkers en met winners en afvallers ... Concreet was de kritiek dat de naam en faam van Freya Van den Bossche door dit programma "gemaakt" is geweest, en dat Filip Dewinter en Gerolf Annemans de kans kregen zich in een badinerend interview sympathiek voor te stellen.
Anderzijds werden de presentatoren net voor dit programma in 2001 geselecteerd als laureaten van de Wablieft-prijs, had het programma goede kijk- en waarderingscijfers en kreeg het veel aandacht omdat het een heleboel nieuwe elementen in een verkiezingsprogramma bracht. Toenmalig bestuurder Bert De Graeve van de VRT was opgetogen over het project. Onderzoek wees ook uit dat sociale groepen die zelden een nieuwsuitzending volgden, wel naar dit programma hadden gekeken.
Er zijn twee reeksen gemaakt, de eerste in de aanloop naar de gemeenteraadsverkiezingen van 2000 liep telkens van maandag tot donderdag in september 2000 gedurende vier weken met gemiddeld 319.000 kijkers tussen 10 en 11 's avonds, de tweede reeks liep in april 2003 voor de parlementsverkiezingen van 2003. Eind 2003 besloot Leo Hellemans voor de volgende verkiezingen een andere, maar eveneens verbredende formule te proberen bij verkiezingsprogramma's.
Bracke & Crabbé sloten elke aflevering af met een lichte voorhoofdstoot naar elkaar.